# Кетелеерия Давида
Кетелеерия Давида (лат. Keteleeria davidiana) — вид хвойных вечнозелёных деревьев семейства Сосновые (Pinaceae).
В природе встречаются в центральном и юго-западном Китае .

## Описание
Вечнозелёное хвойное дерево. В благоприятных условиях достигает высоты 25-40 м, при диаметре ствола до 2 м. Крона, как правило, конусовидная, у старых деревьев плосковершинная. Кора тёмно-серая.
Листья игловидные (хвоя), сверху блестяще зелёные, плоские, 2-5 см длиной и 2-4 мм шириной.
Растение однодомное. Женские шишки после опыления (ветром) разрастаются прямостоячими, 6-22 см длиной, и созревают через 6-8 месяца после опыления. Опадают целиком и не распадающимся на отдельные чешуи.
Семена яйцевидные, 1 см длиной; крылатки 1,5 см длиной, светло-коричневые.
Древесина твёрдая .